# Andollu
Andollu, también conocido como Villalegre de Andollu, es un concejo del municipio de Vitoria, perteneciente a la Cuadrilla de Vitoria, en la provincia de Álava, País Vasco (España).

## Toponimia
Se trata de un topónimo basado en el nombre personal Antonius, con una acepción primera de 'la finca de Antonio', de donde, por evolución del euskera, ha salido el Andollu histórico. Se recoge como Andollo (1593, 1627), Andollurabidea (1717), Andollu (1742), Andollu ó Villa-Alegre de Andollu (Madoz, 1849: 287).

## Geografía física
Se ubica a orillas de un arroyo en la carretera de Vitoria a Estella.
|                   | Norte: Villafranca de Estíbaliz |            |
| Oeste: Aberásturi |                                 | Este: Añua |
|                   | Sur: Trocóniz                   |            |

## Historia
Antiguamente denominado Villalegre de Andollu, constituyó la Hermandad de Andollu, que estaba representada en los congresos de provincia por el procurador de Vitoria como apoderado. Esta hermandad estaba compuesta sólo de la villa de Andollu. En 1314 era señor de Andollu D. Juan Corvaran de Leet. Posteriormente, perteneció al patronazgo de Quejana y, en el siglo XIX, al señorío del marquesado de Villalegre en la persona del vecino de Granada, Juan Bautista Porcel, a quien pagaba la villa 25 reales, 18 maravedíes y 4 gallinas.
A mediados del siglo XIX, cuando formaba parte del ayuntamiento de Elorriaga, tenía 47 habitantes. Aparece descrito en el segundo volumen del Diccionario geográfico-estadístico-histórico de España y sus posesiones de Ultramar de Pascual Madoz de la siguiente manera:

ANDOLLU ó VILLA-ALEGRE DE ANDOLLU: v. en la prov. de Alava (2. leg. á Vitoria), dióc. de Calahorra (17), herm. de su nombre, vic. y part. jud. de Vitoria (2) y ayunt. de Elorriaga (1 ½): sit. en llano y cubierta al S. por la segunda cord. de montes que del E. á O. atraviesa la prov.: el clima sano. La igl. parr. (Sta. Catalina) está servida por un beneficiado que presentaba con título de capellan, y pagaba su dotacion, el monast. de Quejana, que ejercía el patronato y percibia las rentas ecl. Los marqueses de Villa-alegre, en quienes recayó el señ., nombraban la justicia y cobraban 25 rs. 18 mrs. y 4 gallinas. Confina al N. con la v. de El Burgo, por E. Villafranca, al S. Trocaniz, y á O. Aberasturi: su escaso térm, en el que hay una fuente, es de buena calidad y fértil: los caminos para Alegria, Villafranca y Troconoiz, en buen estado: el correo lo recibe en Vitoria, tiene unas 200 fan. de tierra destinadas al cultivo, un monte propio y otro comuner. Prod.: trigo, cebada, rica, maiz, avena, habas y otras semillas, alguna hortaliza y frutas: cria ganado caballar y hay caza de perdices, liebres, codornices y otras aves de paso: pobl.: 9 vec.: 47 almas.
(Madoz, 1845, p. 287)

Décadas después, ya en el siglo XX, se describe de la siguiente manera en el tomo de la Geografía general del País Vasco-Navarro dedicado a Álava y escrito por Vicente Vera y López:

Andollu.—Villa situada á 10,199 metros de Vitoria; con 12 casas, 10 de dos pisos y 2 deshabitadas, con 44 habitantes de hecho é igual número de derecho, de los que son varones 23 y hembras 21. Su iglesia, dedicada á Santa Catalina, es parroquia rural de segunda clase, perteneciendo al arciprestazgo de Armentia. En otro tiempo ejerció en ella patronato el monasterio de Quejana, que cobraba las rentas eclesiásticas y pagaba al capellán que la servía. No tiene escuela pública y los niños asisten á la incompleta de Villafranca, de la que dista un kilómetro. Limita al N. con El Burgo, al E. con Villafranca, al O. con Aberásturi y al S. con Troconiz. Se comunica con Vitoria por la carretera que de dicha ciudad conduce á Estella y por su término ha de pasar el proyectado ferrocarril á Estella. Sus tierras laborables producen cereales, habas y otras legumbres, hortalizas y frutas. Se cría ganado de varias clases. Posee el monte comunal de Arambralza, de 76 hectáreas, poblado de hayas.

Tuvieron sobre esta villa, por pertenecer á su señorío, el derecho de nombrar justicia, los marqueses de Villa-alegre, los que percibían anualmente 25 reales, 15 maravedises y 4 gallinas como tributo.
(Vera y López, 1915-1921, pp. 326-327)

## Demografía
En 2018 el concejo cuenta con una población de 38 habitantes según el Padrón Municipal de habitantes del Ayuntamiento de Vitoria.
| Gráfica de evolución demográfica de Andollu entre 2000 y 2017 |
|                                                               |
| Población de derecho según los censos de población del INE.   |

## Cultura

### Patrimonio material
- Iglesia de Santa Catalina. Originalmente románico (estilo del cual aún se conservan restos), en ella destacan su portada medieval, las bóvedas góticas, la columna románica de la pila bautismal y el retablo mayor neoclásico realizado en 1799 por Mauricio de Arrázola. Alberga una virgen María del siglo XIII.[5][10]
- Cruz de San Roque. Cruz latina de hierro conmemorativa y delatora del punto en que hubo antigaumente una ermita, la de San Roque. La cruz descansa sobre una estructura también de hierro.[11]
- Molino Bolintxoa. Instalación preindustrial que utiliza la fuerza hidráulica para la obtención de harina partiendo del cereal. Se localiza a unos 400 metros al sureste de Andollu, en el término conocido por Borinaldea.[12]

### Patrimonio inmaterial
Celebra sus fiestas patronales el primer domingo de junio.